# Capitaine Sinbad
Pour plus de détails, voir Fiche technique et Distribution.
Capitaine Sinbad (titre original : Captain Sinbad) est un film américano-allemand réalisé par Byron Haskin, sorti en 1963.

## Synopsis
De retour au pays, Sinbad découvre que le trône royal est convoité par le terrible El Kerim. Il décide alors de l'affronter...

## Fiche technique
- Titre original : Captain Sinbad
- Réalisation : Byron Haskin
- Scénario : Ian McLellan Hunter et Guy Endore
- Directeur de la photographie : Günther Senftleben et Eugen Schüfftan (non crédité)
- Montage : Robert Swink
- Musique : Michel Michelet
- Décors : Isabella Schlichting et Werner Schlichting
- Costumes : Ingrid Winter
- Production : Frank King et Herman King
- Genre : Film d'aventure
- Pays d'origine :  États-Unis,  Allemagne de l'Ouest
- Durée : 85 minutes (1 h 25)
- Dates de sortie :
  - Allemagne de l'Ouest : 13 avril 1963
  - États-Unis : 19 juin 1963
  - France : 18 décembre 1963
- Affiche : Macario Gómez Quibus (Espagne)

## Distribution
- Guy Williams (VF : Bernard Noël) : Capitaine Sinbad
- Heidi Brühl (VF : Jeanine Freson) : Princesse Jana
- Pedro Armendariz (VF : Georges Aminel) : El Kerim
- Abraham Sofaer (VF : Fred Pasquali) : Galgo (prononcé "Galco" en VF)
- Bernie Hamilton : Quinius
- Helmuth Schneider : Bendar (Pendar en VF)
- Margaret Jahnen : la servante
- Rolf Wanka (VF : Raymond Rognoni) : le roi
- Walter Barnes (VF : Claude Bertrand) : Rolf
- James Dobson : Iffritch
- Maurice Marsac (VF : Serge Lhorca) : Ahmed
- Henry Brandon (VF : Serge Nadaud) : le colonel Kabar
- John Crawford : Aram
- Geoffrey Toone (VF : Roger Rudel) : Mohar
- Lawrence Montaigne : Jafar